# Derrick Adkins
Derrick Ralph Adkins (New York, 2 luglio 1970) è un ex ostacolista statunitense, specializzato nei 400 metri ostacoli, disciplina di cui è stato campione olimpico ad Atlanta 1996 e campione mondiale a Göteborg 1995.

## Palmarès
| Anno | Manifestazione  | Sede      | Evento   | Risultato  | Prestazione | Note                          |
| ---- | --------------- | --------- | -------- | ---------- | ----------- | ----------------------------- |
| 1991 | Universiadi     | Sheffield | 400 m hs | Oro        | 49"01       |                               |
| 1991 | Mondiali        | Tokyo     | 400 m hs | 6º         | 49"28       |                               |
| 1993 | Universiadi     | Buffalo   | 400 m hs | Oro        | 49"35       |                               |
| 1993 | Mondiali        | Stoccarda | 400 m hs | 7º         | 49"07       |                               |
| 1995 | Mondiali        | Göteborg  | 400 m hs | Oro        | 47"98       |                               |
| 1996 | Giochi olimpici | Atlanta   | 400 m hs | Oro        | 47"54       | Miglior prestazione personale |
| 1997 | Mondiali        | Atene     | 400 m hs | Semifinale | 48"95       |                               |

## Campionati nazionali
- 2 volte campione nazionale dei 400 metri ostacoli (1993, 1994)

## Altre competizioni internazionali
1994
- Argento alla Grand Prix Final ( Parigi), 400 m hs - 48"05